# 徐超 (象棋棋手)
徐超（1981年—），江苏苏州人，中国象棋棋手、象棋特级大师。

## 生平
徐超出生于苏州市吴江区。他7岁开始学棋，1997年获全国象棋少年锦标赛冠军。1998年进入江苏省象棋队。2001年，进入全国象棋个人赛前十六名，并由此晋升国家大师。2009年，夺得全国第四届象棋大棋圣战冠军。2016年，他作为江苏棋院代表队的队员获全国象棋团体锦标赛冠军。2017年，他在全国象棋个人锦标赛中击败卫冕冠军王天一夺冠，成为中国第19位象棋全国冠军并由此晋升特级大师。2019年，代表中国队出战第十六届世界象棋锦标赛的徐超在决赛中力克香港棋手黄学谦赢得冠军，并帮助中国队获团体冠军。